# Kleurpotlood

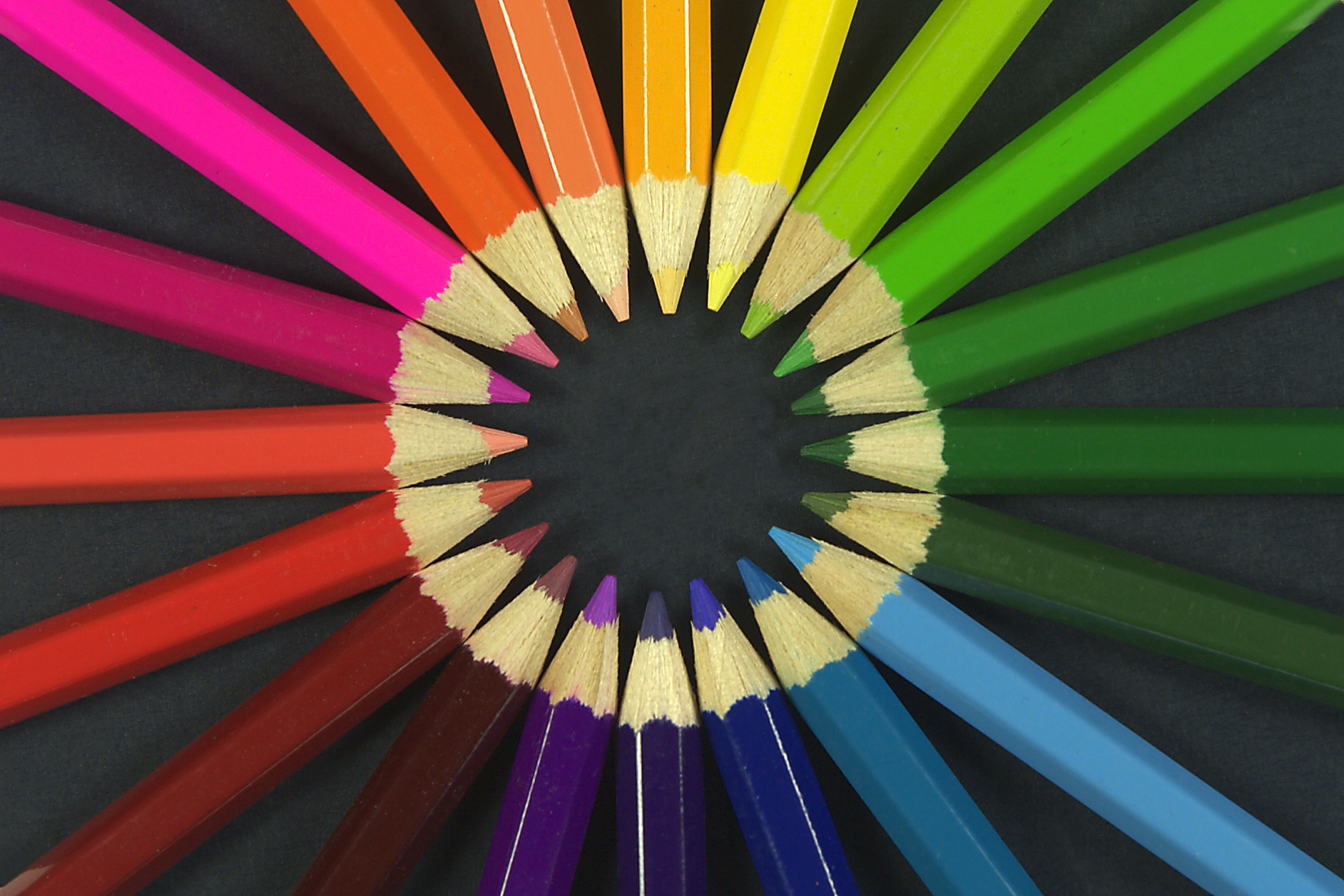
Kleurpotloden

Een kleurpotlood is een potlood met een gekleurde tekenstift. Het is in 1908 ontwikkeld uit het markeerpotlood.

## Ontwikkeling
Kort voor de Eerste Wereldoorlog merkte het Duitse bedrijf Faber dat het ook in Duitsland populair werd om kinderen bonte tekeningen te laten maken met gekleurd waskrijt, een Amerikaanse uitvinding uit 1902. Men besloot uit de markeerpotloden die men al produceerde een nieuw product te ontwikkelen: een reeks van kleurpotloden in zestig kleuren identiek aan toen gebruikte standaardtinten in aquarelverf, speciaal voor het tekenonderwijs. In 1908 introduceerde men deze Polychromos-lijn. Na de oorlog, toen de Duitse economie zich hersteld had van de hyperinflatie, was rond 1924 de productie hervat. Wat later dat jaar begon in Zwitserland het bedrijf Caran d'Ache ook met de productie van kleurpotloden, in 1925 gevolgd door het Duitse Schwan Stabilo.

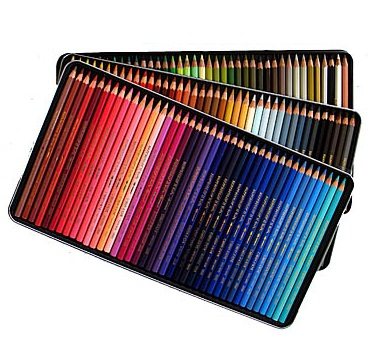
Caran d'Ache aquarelpotloden, zoals die begin 21e eeuw in een assortiment van 120 kleuren beschikbaar zijn

Het gebruik van kleurpotloden werd in Europa daarna al snel een rage en is tot nu toe een vast onderdeel gebleven van de cultuur. In Amerika daarentegen heeft het waskrijt altijd zijn voorsprong behouden en wordt - ook door oudere kinderen - veel meer gebruikt. In Europa werd het product van begin af aan gepromoot als een middel tot disciplinering en ontwikkeling van de motoriek bij het vroege schoolonderwijs: het bekende "netjes binnen de lijntjes kleuren", waarvoor speciale kleurboeken werden ontwikkeld. De sociale distinctie kwam tot uitdrukking in de aankoop van dit tekenmateriaal: het bezit van de duurste Caran d'Ache dozen was een statussymbool. In Japan zag de overheid zich in precies hetzelfde jaar toen het kleurpotlood verscheen geconfronteerd met een ander nieuw tekenmateriaal: het oliepastel dat werd gebruikt als middel tot zelfexpressie op de particuliere vrije scholen. Als tegenwicht omarmde de conservatieve regering, toch altijd al sterk onder Pruisische invloed, het nieuwe Duitse product om de normale schoolleerling te redden van de bandeloze (en veel te dure) oliepastel. Deze tegenstelling zou tot de jaren zestig duren en het kleurpotlood zou in Japan synoniem worden met staatsdwang en armoede. De verkoop van het als schools ervaren product is er erg laag.
Hoewel de techniek door kunstenaars nog steeds niet veel gebruikt wordt, bestaan de bovengenoemde merken nog steeds en deze voeren allen een uitgebreide reeks van ten dele zeer dure kleurpotloden in een gamma van wel 120 kleuren. Verrassend genoeg, is het het Japanse merk Holbein dat op dit moment het grootste gamma heeft, met 150 tinten. Daarnaast is er een honderdtal andere merken; tezamen produceert men per jaar enkele miljarden kleurpotloden.

## Samenstelling

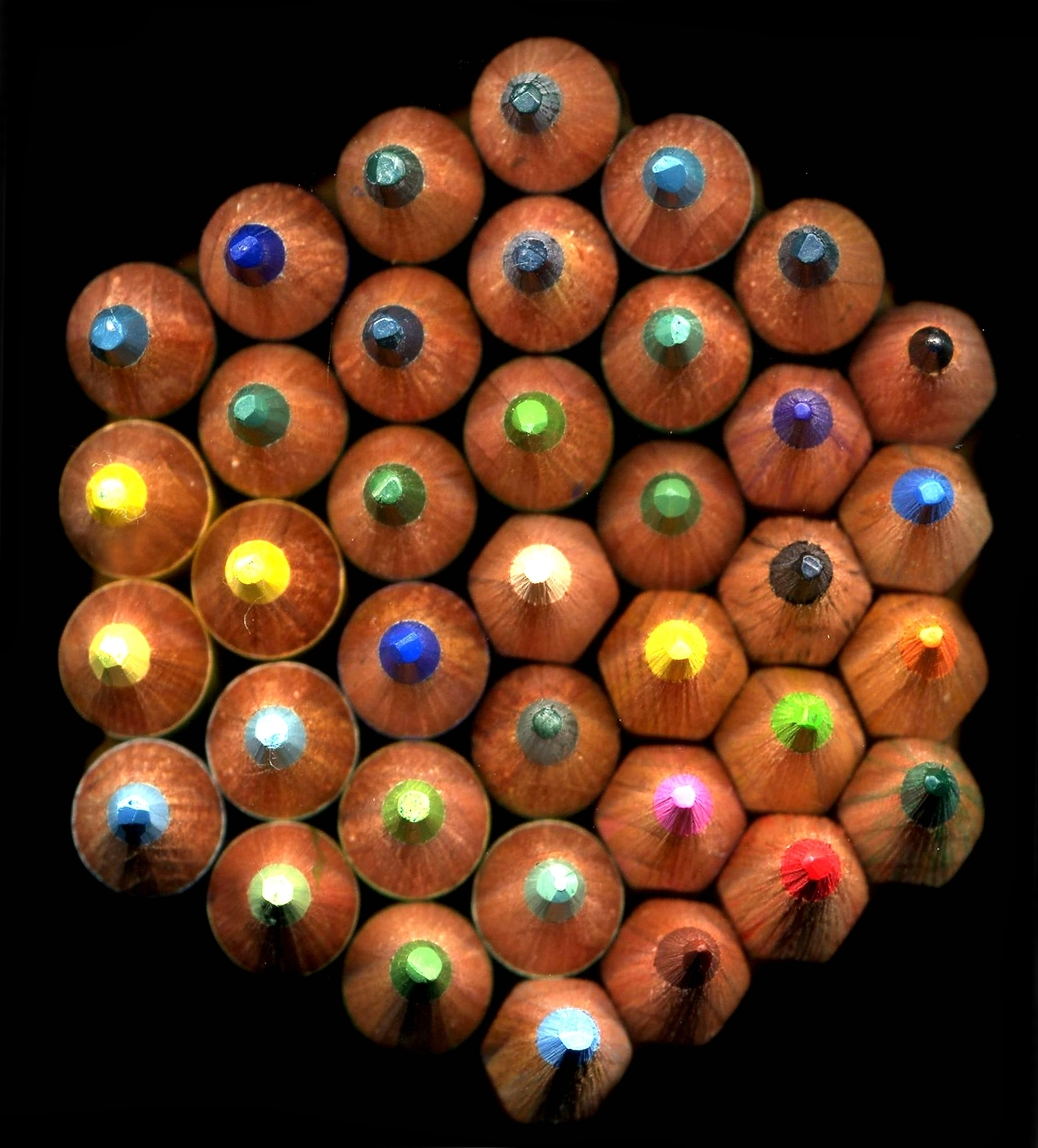
De pigmentconcentratie van kleurpotloden is de laatste jaren sterk verbeterd wat tot meer verzadigde kleuren leidt

Het kleurpotlood bestaat uit een houten omhulsel, meestal zeshoekig of rond in doorsnede, gevuld met een gekleurde stift. Het hout houdt handen en kleren schoon, beschermt de stift tegen breuk en maakt het snijden of slijpen ervan met een puntenslijper ter verkrijging van een scherpe punt zeer veel eenvoudiger. Het nadeel van deze constructie is dat bij het slijpen veel van de dure kleurstift verloren gaat en dat de kleine punt die uit het hout uitsteekt, welhaast dwingt tot een ingehouden tekentechniek. Het merk Caran d'Ache heeft ter voorkoming van althans het eerste probleem de verkoop gestart van losse kleurstiften voor gebruik in een stifthouder, zoals bij grafietstiften. Ook zijn er gekleurde stiften voor vulpotloden.
De kleurstift zelf bestaat uit een mengsel van een was (meestal paraffine of het hardere carnauba), een bindmiddel (cellulose of Arabische gom), een vulstof (kalk, talk of kaolien) en een pigment. Door extrusie wordt hiervan een stift gemaakt, die na droging in het hout gelegd wordt. Soms wordt de stift pas na extrusie door was geïmpregneerd. Om de stift voldoende hard te maken is de pigmentdichtheid niet groot, wat leidt tot vrij fletse kleuren. Bij de duurste merken is deze eigenschap sinds het midden van de jaren tachtig echter sterk verbeterd.
Er zijn ook aquarelpotloden, waarbij aan de stift een emulgator en glycol zijn toegevoegd zodat hij oplosbaar wordt in water. Het eerste aquarelpotlood werd in 1931 op de markt gebracht door Caran d'Ache.
De houdbaarheid van kleurpotloodtekeningen wordt bij goedkope varianten beperkt door het gebruik van goedkope pigmenten met een slechte lichtechtheid en door efflorescentie: het zich vormen van een waslaagje aan de buitenkant.

## Technieken
Het kleurpotlood kan gebruikt worden voor een lijntekening op papier. Door de grote hardheid en weinig verzadigde kleuren is het bedekken van een grote oppervlakte aan papier een uiterst tijdrovende opgave. Het inkleuren van kleurboeken had dan ook mede ten doel bij kinderen het geduld en concentratievermogen te trainen. De laatste tijd zijn er kunstenaarshandboeken verschenen die speciaal aan het kleurpotlood gewijd zijn; deze beklemtonen arcering en frottis als tijdbesparende technieken; ze zijn ook de enige methodes om een kleurovergang te maken. Bij aquarelpotloden wast men een gezette potloodstreep uit met een vochtig penseel of tekent men op bevochtigd papier.